# Jejeruk
Jejeruk is een bestuurslaag in het regentschap Blora van de provincie Midden-Java, Indonesië. Jejeruk telt 887 inwoners (volkstelling 2010).